# ده علی‌جعفرعلیا
ده علی‌جعفرعلیا، روستایی از توابع بخش جزینک شهرستان زهک در استان سیستان و بلوچستان ایران است.

## جمعیت
این روستا در دهستان جزینک قرار دارد و براساس سرشماری مرکز آمار ایران در سال ۱۳۹۵، جمعیت آن ۱۹۴ نفر (۵۹ خانوار) بوده‌است.